# James Richard Beaumont
James Richard Beaumont a Dallas című sorozat egyik szereplője. Sasha Mitchell alakította 1989-től 1991-ig.

## Háttér
James Beaumont Jockey Ewing törvénytelen fia, aki az ő és Vanessa Beaumont viszonyából született Franciaországban 1967-ben. James Európában nevelkedett az anyjával és a férjével, akiről azt hitte, hogy az apja, egészen addig, amíg az anyja bevallotta neki, hogy valójában a Texasi olajbáró, Jockey Ewing az apja.

## Történet
James 1989-ben érkezett Dallas-ba, hogy megtalálja az apját. James megdöbbentett mindenkit, amikor bejelentette a Ewing család egyik vacsoráján, hogy ő Jockey törvénytelen fia. Jockey átölelte James-t, és üdvözölte a családban, de akkor még James manipulatívnak látszott. James neheztelt az törvénytelen apjára, mert megpróbálta elválasztani Michelle Stevens-től, és beleszólt az üzleti ügyeibe. James összefogott Jockey második feleségével, Cally-vel, és Jockey-t egy szanatóriumba juttatták.
James végül feleségül vette Michelle-t, de később megtudta, hogy az első házassága Debra Lynn-el még nem ért véget törvényesen. Továbbá, Debra Lynn magával hozta James fiát, az ifjabb James Richard Beaumont-ot (becenevén "Jimmy"). James úgy döntött, hogy családot akar, és nem hagyja elmenni a fiát és a feleségét. Érvénytelenítette a házasságát Michelle-el, és Debra Lynn-el maradt. A sorozat végén, James, Debra Lynn és Jimmy úgy döntöttek, hogy a keleti partra költöznek, hogy ne kelljen Jockey irányítása alatt élniük.

## Dallas (2012, televíziós sorozat)
Az új sorozat legelső részében, ("Őrségváltás") Christopher esküvőjén John Ross az anyjával, Samanthával beszélgetett arról, hogy ő Jockey elsőszülött fia, és hogy ő Jock és Ellie elsőszülött unokája. Ez egy folytonossági hiba volt, de mint ugye tudjuk James Beaumont törvénytelenül volt Jockey fia, így aztán John Ross mondata jogszerű szempontból korrekt volt. James nem vett részt az apja, Jockey Ewing temetésén, és Jockey végrendeletében sem szerepelt a törvénytelen fia, James.

## Fordítás
- Ez a szócikk részben vagy egészben  a   James Richard Beaumont című angol Wikipédia-szócikk fordításán alapul.  Az eredeti cikk szerkesztőit annak laptörténete sorolja fel. Ez a jelzés csupán a megfogalmazás eredetét és a szerzői jogokat jelzi, nem szolgál a cikkben szereplő információk forrásmegjelöléseként.